# Acord de Cooperació i Comerç entre la Unió Europea i el Regne Unit
L'Acord de Cooperació i Comerç entre la Unió Europea i el Regne Unit és un acord per regular la seva relació mútua, a partir de l'1 de gener del 2021, un cop la legislació comunitària no fos aplicable en territori britànic. El Regne Unit va deixar oficialment la Unió Europea el 31 de gener del 2020, però les dues parts van acordar un període de gràcia d'11 mesos, fins a la nit de Cap d'Any, per decidir com relacionar-se en l'era post-Brexit.

## El procés d'acord
Gairebé deu mesos després de l'inici de les negociacions, i pocs dies abans que acabés el període de transició del Brèxit, la vigília de Nadal dijous 24 de desembre, els negociadors europeus i britànics van aconseguir tancar un acord sobre els termes de la relació futura entre els dos socis. L'acord final permet el lliure comerç de mercaderies sense aranzels entre el Regne Unit i la UE, també preveu una col·laboració estreta en els àmbits policíac i judicial, així com un període de transició de cinc anys i mig perquè ciutadans i empreses s'adaptin a poc a poc a tots els canvis. A última hora també es va resoldre la qüestió de les quotes pesqueres, que era un escull important en les negociacions.
El 28 de desembre i sota la presidència alemanya de torn de la UE, els ambaixadors dels 27 països van aprovar unànimement l'aplicació provisional de l'Acord UE-Regne Unit de Comerç i Cooperació a partir de l'1 de gener del 2021. Aquesta precisió formal de provisionalitat era deguda al fet de quedar pendent el vistiplau definitiu de l'Eurocambra, que no es produiria fins entrat l'any 2021.
Les signatures respectives van tenir lloc el 30 de desembre. En una breu cerimònia a Brussel·les, la presidenta de la Comissió Europea, Ursula von der Leyen, i el president del Consell Europeu, Charles Michel, van signar els documents que certificaven el pacte, els quals es van traslladar tot seguit fins a Londres en un avió de la Royal Air Force i la mateixa tarda els signava el primer ministre britànic, Boris Johnson. A continuació va ser el torn del Parlament britànic, on va ser aprovat amb 521 vots a favor i només 73 en contra gràcies al suport dels diputats laboristes, encara que es queixessin de la manca de temps per debatre un acord de 1.246 pàgines en un sol dia. L'europeista Partit Nacional Escocès va votar en contra amb la intenció de seguir lluitant per tornar a la UE a través de la independència d'Escòcia. Amb l'aprovació per part de la Cambra dels Lords a última hora del mateix dia, va obtenir el consentiment reial d'IsabelI a primera hora de dijous 31 de desembre, convertint-se així en llei poc abans que acabés el període de transició del Brexit, a les 23 hores, mitjanit al continent.

## Gibraltar
Gibraltar va quedar fora de l'acord que es va negociar fins al 24 de desembre. Espanya va voler portar-hi una negociació bilateral. La ministra d'Afers Exteriors, Arancha González Laya, va anunciar el mateix 31 de desembre un principi d'acord amb el Regne Unit que permetia l'aplicació a Gibraltar de polítiques i programes de la Unió Europea com l'acord Schengen o un règim duaner en matèria de tràfic de mercaderies i transport. Aquest principi d'acord incorporava també mesures de competència lleial en aspectes fiscal, mediambiental i social. En aquest cas era igualment un pacte temporal, però a l'espera d'un acord definitiu entre els 27 membres europeus i Londres. La ministra va ressaltar, a l'anunciar-lo, per una banda que allò acordat ja havia estat remès a les autoritats europees perquè poguessin elaborar unes directrius de cara a la negociació de l'acord definitiu, que confiava pogués estar tancat en un termini de sis mesos; per altra banda, que «tot això es fa sense perjudici de les pretensions irrenunciables» respecte a la sobirania de Gibraltar del Govern espanyol, com també del Govern britànic, «que han quedat salvaguardades».